# Lothar Müthel
Lothar Müthel, nato Lothar Max Lütcke (Berlino, 18 febbraio 1896 – Francoforte sul Meno, 4 settembre 1964), è stato un attore tedesco.

## Filmografia parziale
- Die Frau im Himmel, regia di Johannes Guter (1920)
- Der Richter von Zalamea, regia di Ludwig Berger (1920)
- Destino (Der müde Tod), regia di Fritz Lang (1921)
- Lucrezia Borgia, regia di Richard Oswald (1922)